# Ramirás
Ramirás est une commune de la comarque Terra de Celanova dans la province d'Ourense en Galice (Espagne). Population recensée en 2004 : 2046 habitants. Commune composée de 10 paroisses de très faible population. O Picouto lieu-dit de la paroisse Freás de Eiras est siège de la municipalité. 

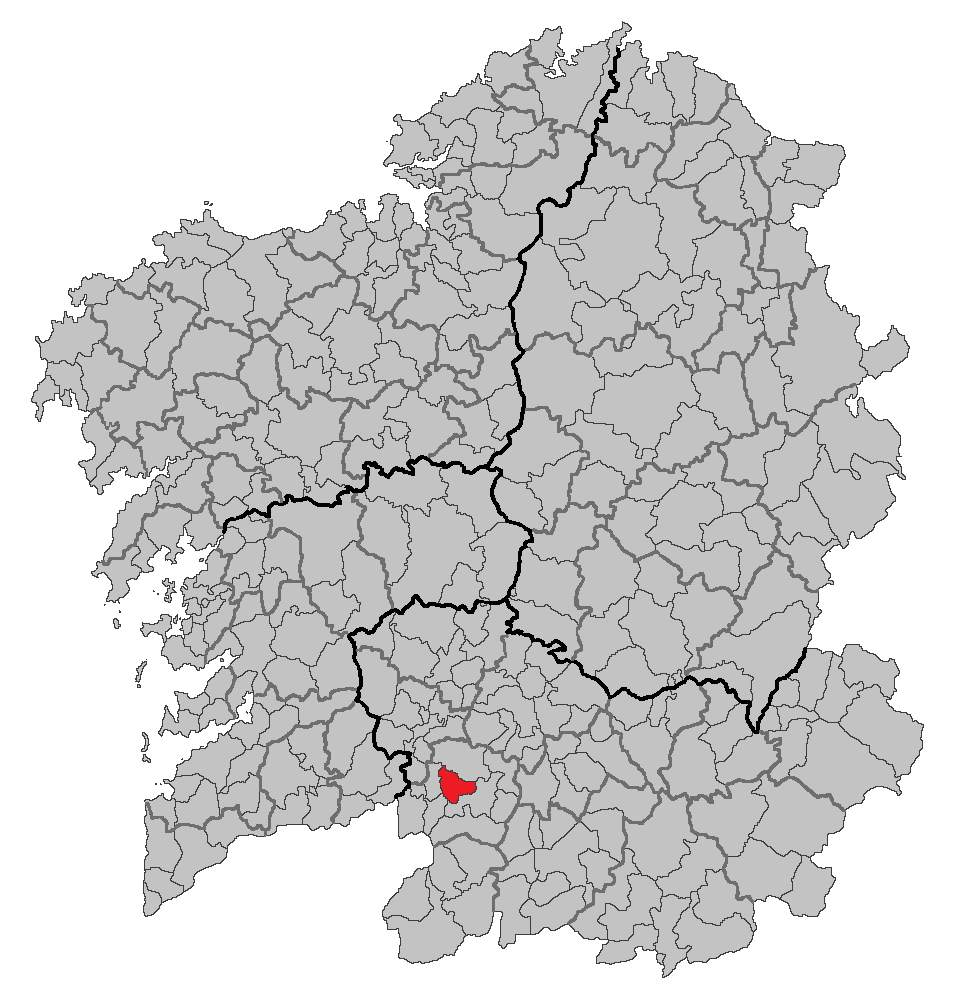
Situation de Ramirás en Galice

## Localisation
Commune située dans l'axe routier Cortegada à l'ouest vers Vigo, et Celanova à l'ouest pour aller à Ourense, capitale de la province. La commune est traversée par les rivières Arnoia et Tuño.

## Paroisses
La commune est composée de dix paroisses : Casardeita (Santiago), Escudeiros (San Xoán), Freás de Eiras (Santa María), Grixó (Santa Isabel), Mosteiro (San Pedro), Paizás (San Salvador), Penosiños (San Salvador), Rubiás (Santiago), Santo André de Penosiños (Santo André), Vilameá de Ramirás (Santa María).

## Patrimoine
Le Mosteiro San Pedro de Ramirás est un monastère fondé au Xe siècle. Bien que l'origine ne soit pas établie, on considère qu'il a été fondé par Omnéga, abbesse du monastère de Santa Comba de Bande, qui y aurait été recluse. Couvent de bénédictines à partir de 1137, il a connu au cours des siècles beaucoup de changements. En 1950 un couvent de clarisses y a été à nouveau ouvert. Comme c'est le cas un peu partout en Europe à l'époque médiévale, l'ordre bénédictin a favorisé le développement économique de la commune. L'église commencée dans le style roman a été terminée en gothique.

## Galerie d'images

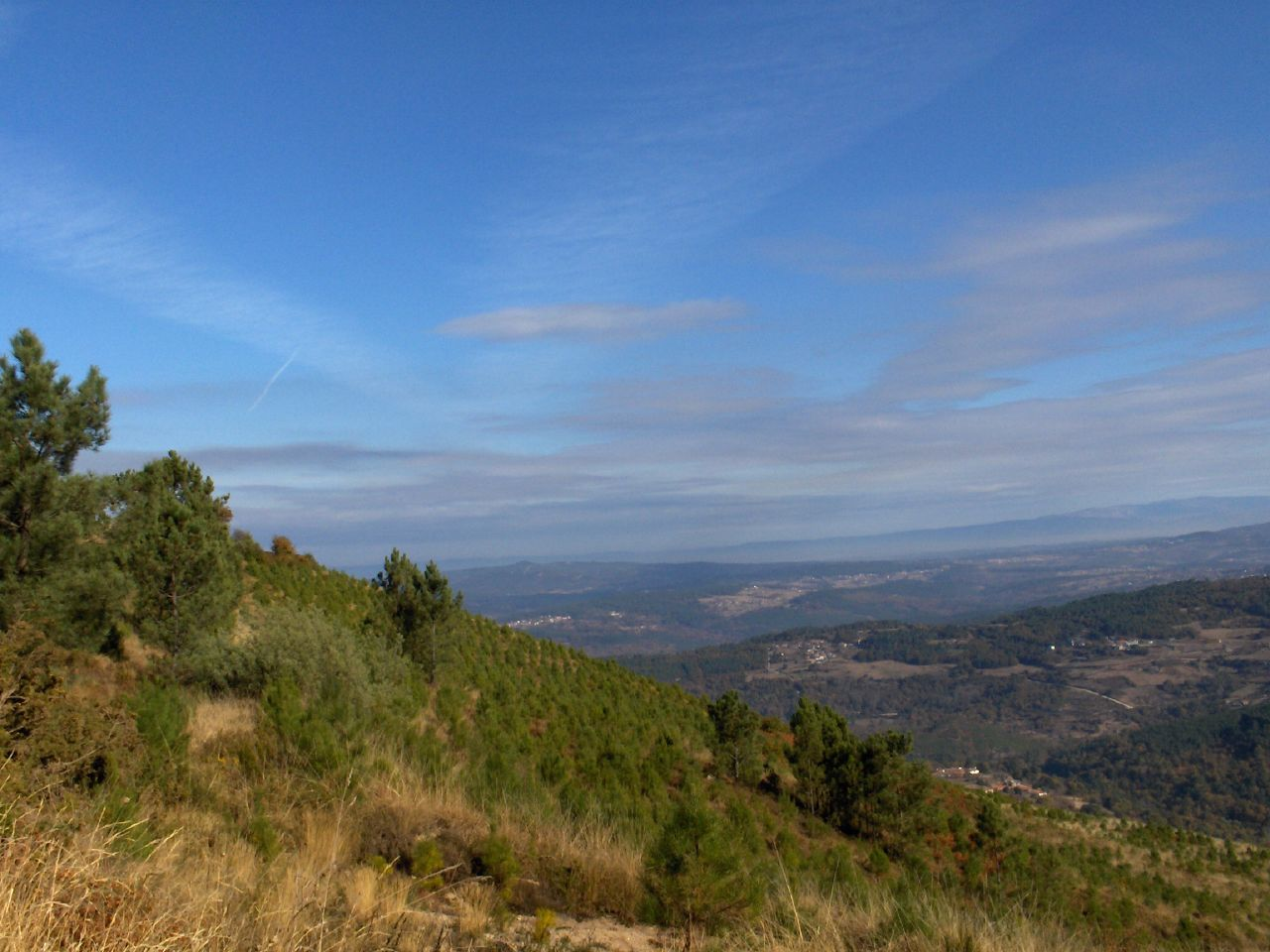
Paysage de Ramirás
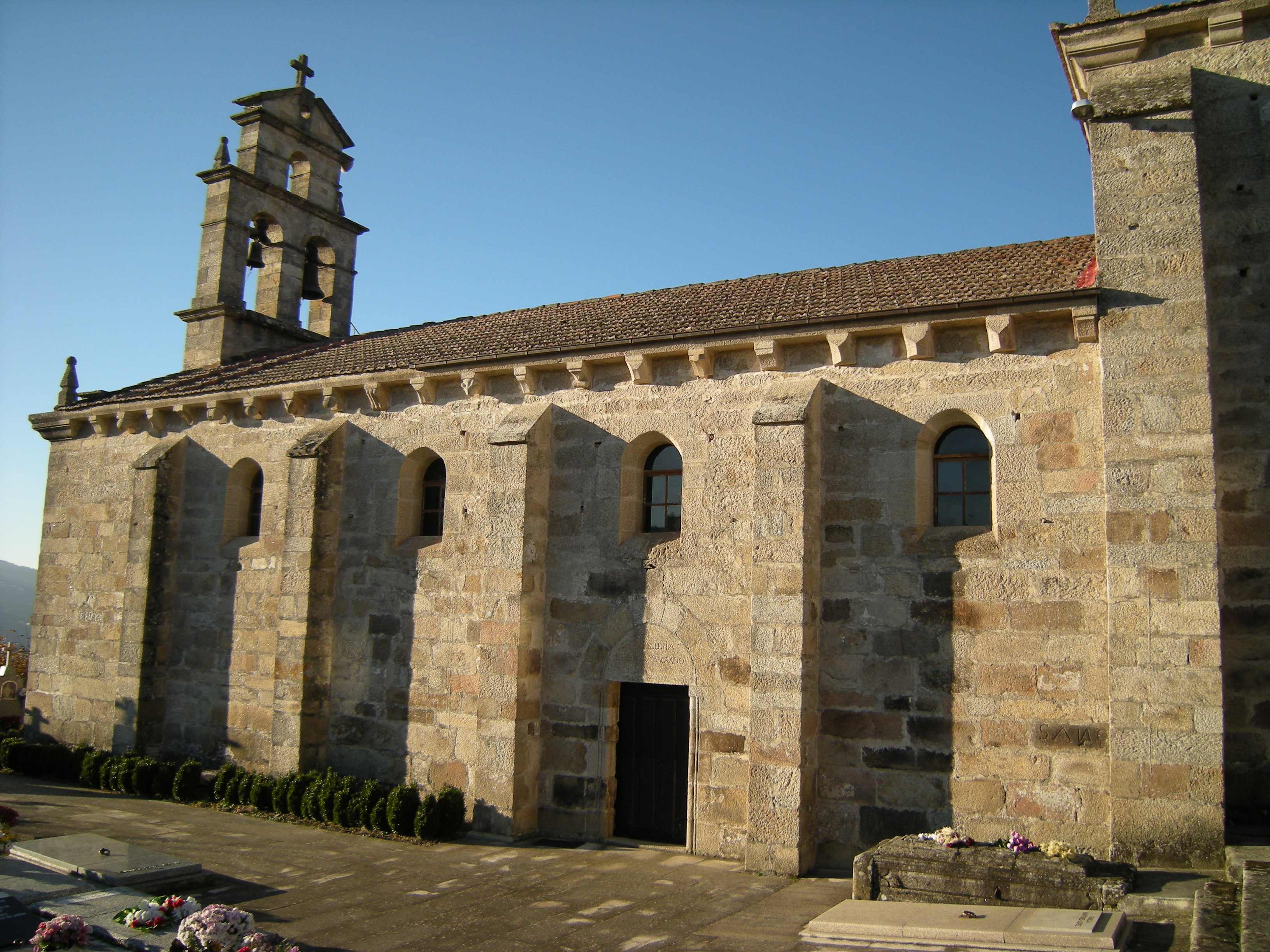
Église San Salvador, paroisse de Paizás
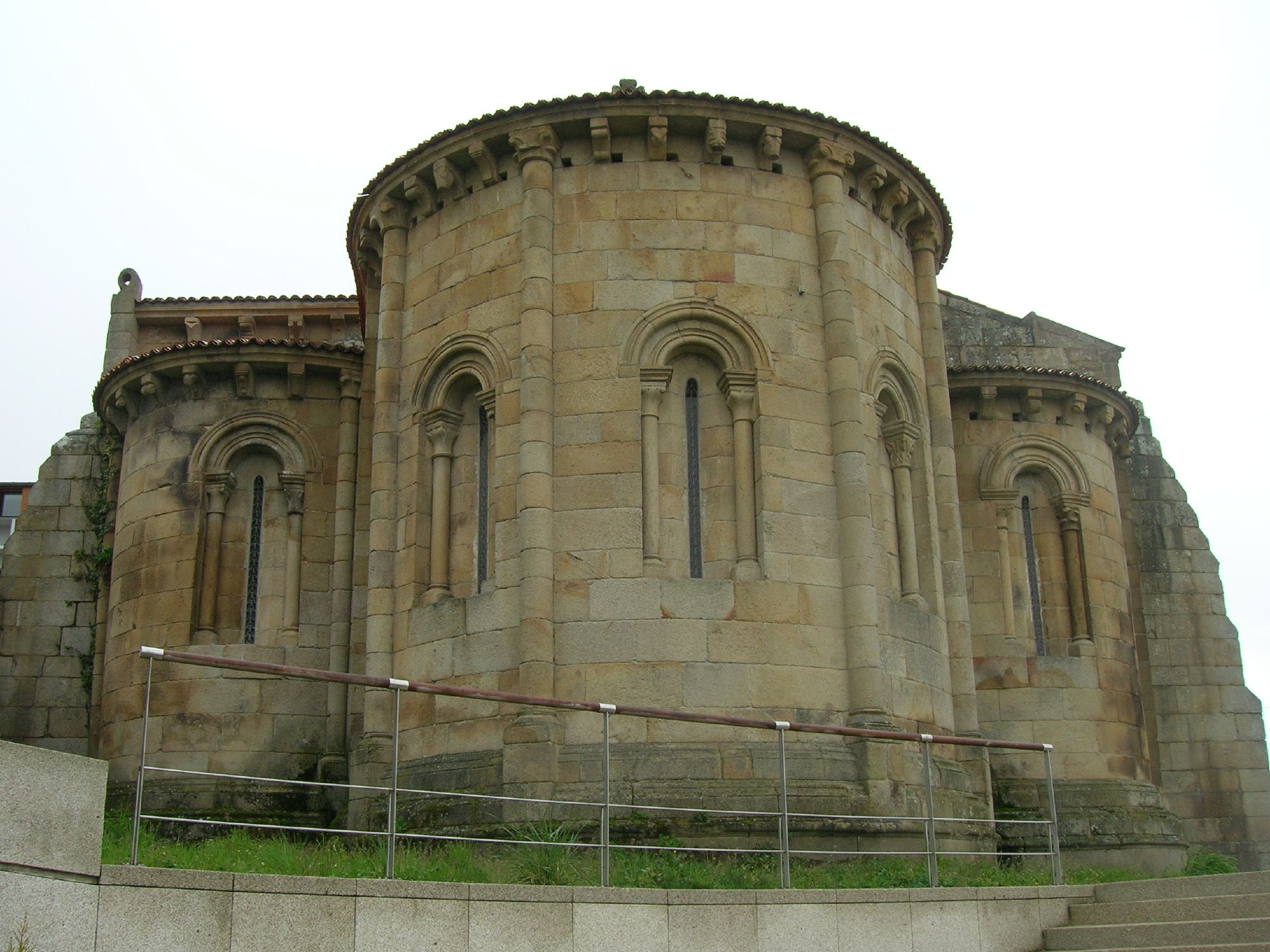
L'église du monastère de San Pedro de Ramirás, paroisse Mosteiro de San Pedro
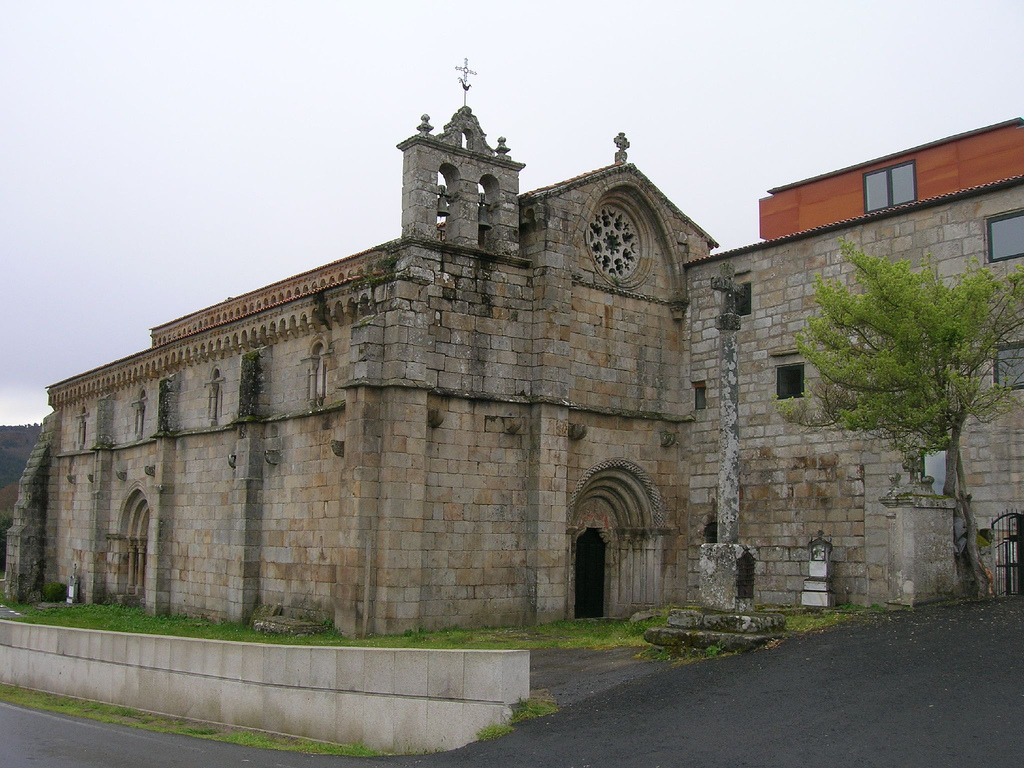
L'église du monastère de San Pedro de Ramirás